# Большой Миасс
Большой Миасс — река в Свердловской области России. Устье реки находится в 9,5 км по правому берегу реки Куара. Длина реки составляет 13 км. 

## Данные водного реестра
По данным государственного водного реестра России относится к Камскому бассейновому округу, водохозяйственный участок реки — Сылва от истока и до устья, речной подбассейн реки — Кама до Куйбышевского водохранилища (без бассейнов рек Белой и Вятки). Речной бассейн реки — Кама.